# Rosa pouzinii
Espèce
Rosa pouzinii, églantier de Pouzin ou rosier de Pouzin, est une espèce de plantes à fleurs de la famille des Rosaceae. C'est un rosier prenant la forme d'un arbrisseau à feuilles caduques et à floraison non remontante.

## Habitat
L'églantier de Pouzin pousse dans les clairières, buissons, jusqu'à 1 000 m d'altitude.

## Distribution
Pourtour méditerranéen tout entier -où l'on trouve aussi l'églantier (Rosa canina). Ce taxon n'est pas protégé.

## Description
Cette plante est reprise à l'Inventaire national du patrimoine naturel sous la fiche « Rosa pouzinii Tratt., 1823 - Rosier de Pouzin, Églantier de Pouzin (Français) (Equisetopsida Rosales) ».

## Caractéristiques

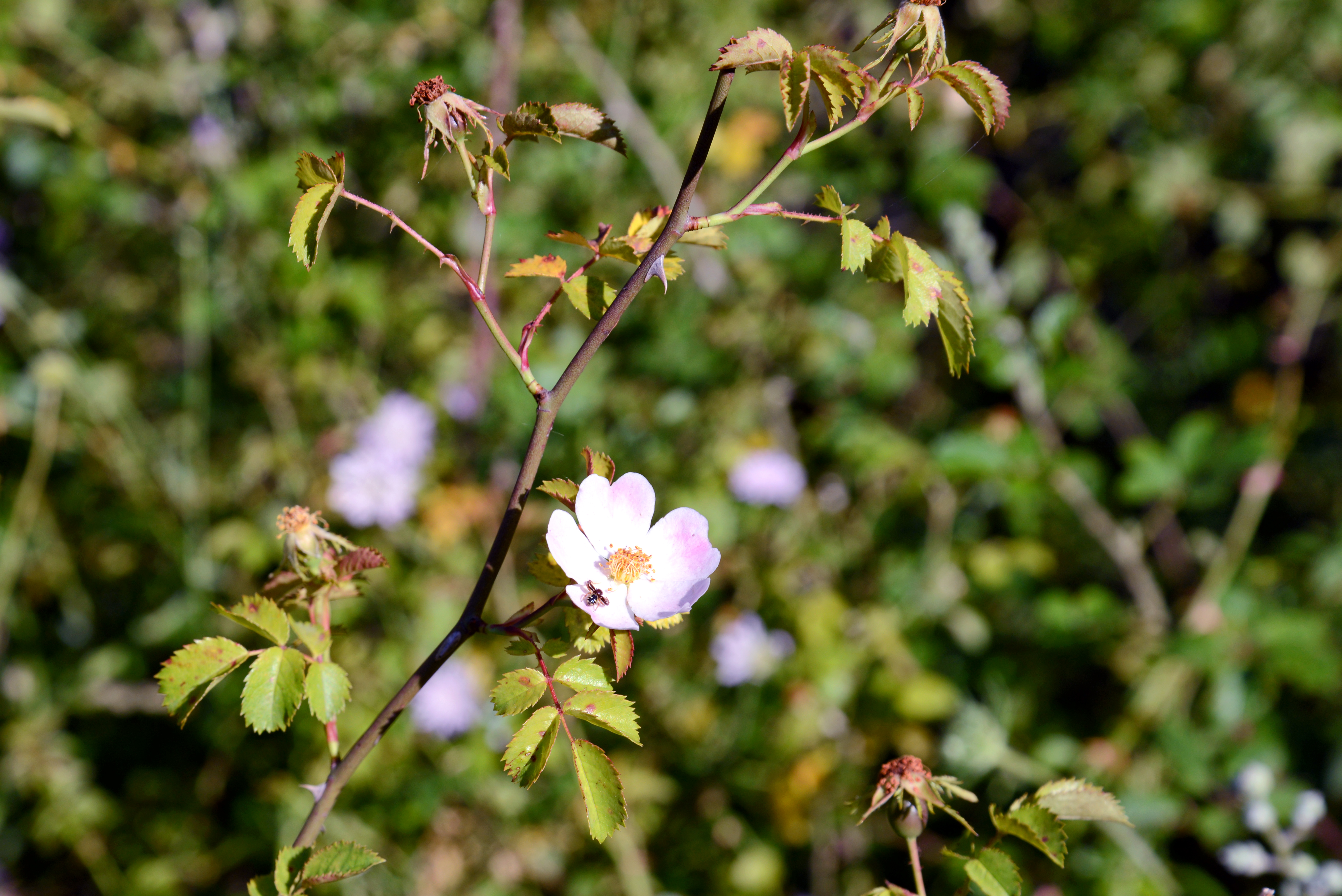
Églantier en fleurs.

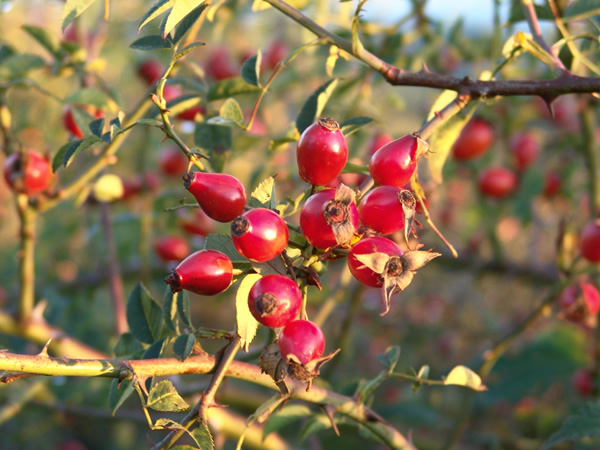
Fruits de l'Églantier.

L'églantier de Pouzin est un arbrisseau de 1 à 2 m de haut, aux branches relativement minces, souples, flexueux, souvent marquées de rouge.
Ses feuilles sont alterne, pennées en nombre impair, se présentant généralement avec six paires de folioles, la paire intérieure étant la plus petite.
Les folioles, de 1,5 à 2,5 cm de long, sont largement ovoïdes, à elliptiques, un peu velues seulement sur les nervures de leur face inférieure ; par ailleurs elles sont nues, finement bidentées, les dents de la pointe souvent pourvues de glandes sphériques. Au point d'attache, les stipules sont étroitement triangulaires.
Ses fleurs relativement petites, de 2,5 à 4 cm de large, ont 5 pétales, pennées à non divisés. Le pétale est rose pâle, plus rarement blanc. Les étamines sont nombreuses.
Le style nu, entre l'ovaire et le stigmate, dépasse la fleur.
Les fruits nommés cynorhodons, rouges, largement ellipsoïdes, sans pétales, renfermant de nombreuses graines velues, sont appelés vulgairement « gratte-cul » car ils fournissent du poil à gratter.